# 박찬대 (우슈 선수)
박찬대(1973년 6월 9일 ~ )는 대한민국의 은퇴한 우슈 선수이다. 현재 한국우슈팀의 코치를 맡고 있다. 1990년대에 중국 외 지역의 가장 성공적인 우슈 선수들 가운데 한 명이었다. 6차례 월드 챔피언을 거머쥐었으며 아시안 게임과 동아시아 경기 대회에서 여러 번 승리했다.

## 수상
- 대한민국에 의한 수상:
  - 체육훈장 거상장 (1994)[1]
  - 체육훈장 청룡장 (2004)[2]